# شهرستان جکسون (آرکانزاس)
شهرستان جکسون، آرکانزاس (به انگلیسی: Jackson County, Arkansas) شهرستانی در ایالات متحده آمریکا است که در آرکانزاس واقع شده‌است.

## خصوصیات
شهرستان جکسون ۱٬۶۶۲٫۷۸ کیلومترمربع مساحت دارد.